# National Civil Rights Museum

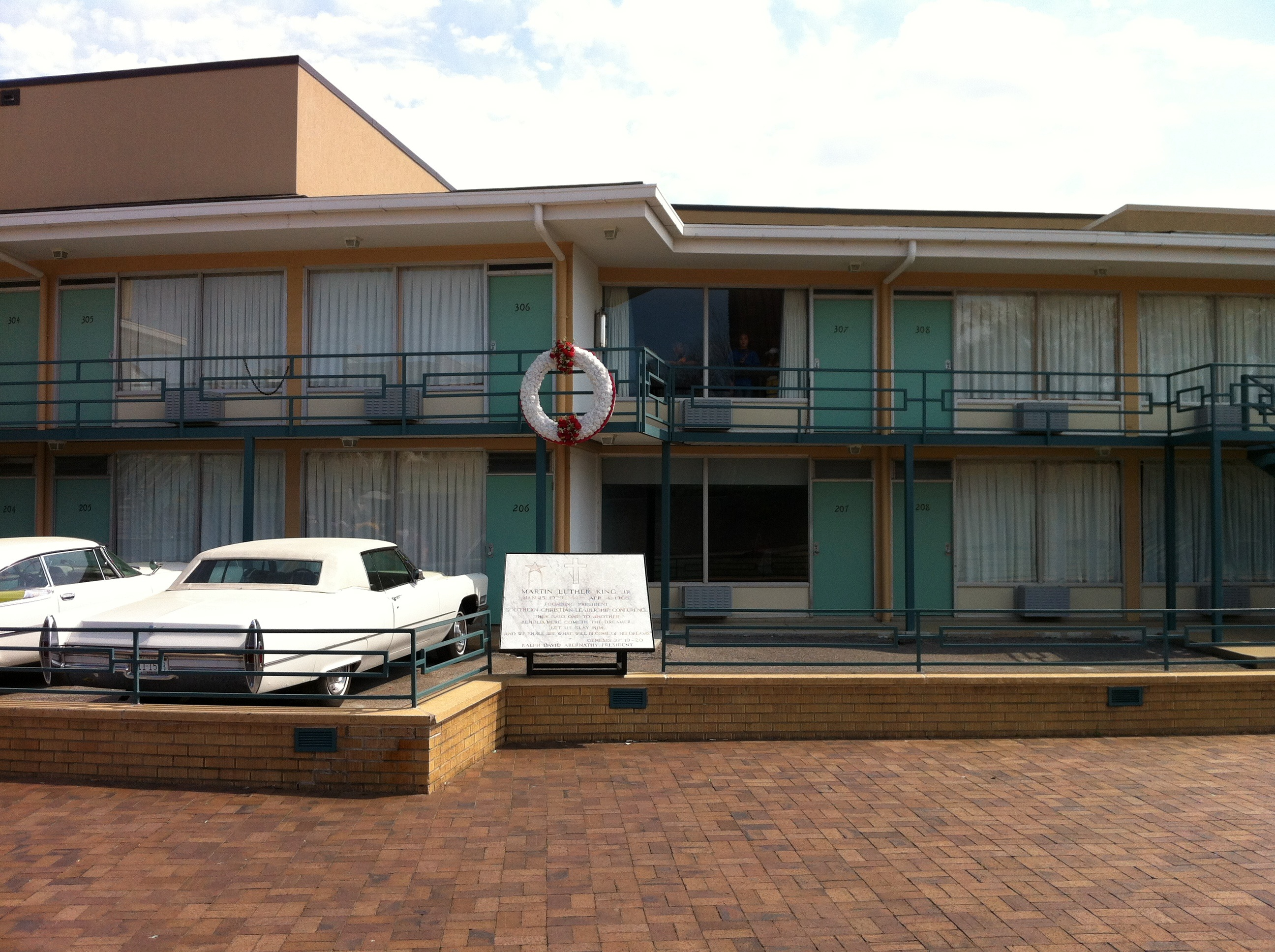
National Civil Rights Museum.

Le National Civil Rights Museum est un musée consacré au mouvement afro-américain des droits civiques situé à Memphis, dans l'état américain du Tennessee. Il occupe les bâtiments de l'ancien Lorraine Motel où Martin Luther King a été assassiné le 4 avril 1968, et d'autres bâtiments alentour.